# Попов, Андрей Николаевич (легкоатлет)
Андре́й Никола́евич Попо́в (род. 28 апреля 1962) — советский и российский легкоатлет, специалист по спортивной ходьбе. Выступал за сборные СССР и России по лёгкой атлетике в 1980-х и 1990-х годах, бронзовый призёр Кубка Европы в командном зачёте, призёр первенств всесоюзного и всероссийского значения, участник Игр доброй воли в Москве. Представлял Санкт-Петербург и физкультурно-спортивное общество «Динамо».

## Биография
Андрей Попов родился 28 апреля 1962 года. Занимался лёгкой атлетикой в Ленинграде, выступал за физкультурно-спортивное общество «Динамо».
Впервые заявил о себе на международном уровне в сезоне 1986 года, когда в составе советской сборной выступил на Играх доброй воли в Москве — в программе ходьбы на 20 км с результатом 1:32:41 занял итоговое 33-е место.
В 1988 году в дисциплине 20 км финишировал восьмым на Мемориале братьев Знаменских в Ленинграде, установив при этом свой личный рекорд — 1:21:58.
В 1996 году в составе российской сборной принимал участие в Кубке Европы по спортивной ходьбе в Ла-Корунье — в личном зачёте 50 км показал 22-й результат (4:48.28) и вместе с соотечественниками стал бронзовым призёром мужского командного зачёта.
В марте 1999 года отметился победой на соревнованиях по спортивной ходьбе в Санкт-Петербурге, установил свой личный рекорд на дистанции 5000 метров — 19:55.1.